# Genidens planifrons
Genidens planifrons is een straalvinnige vissensoort uit de familie van christusvissen (Ariidae). De wetenschappelijke naam van de soort is voor het eerst geldig gepubliceerd in 1982 door Higuchi, Reis & Araújo.